# Atorrante (La venganza de la tierra)
 Atorrante (La venganza de la tierra)  es una película de Argentina dirigida por Enrique De Rosas según su propio guion basado en la obra teatral de Vicente Martínez Cuitiño que se estrenó el 13 de septiembre de 1939 y que tuvo como protagonistas a Enrique de Rosas, Irma Córdoba y Aída Alberti.

## Sinopsis
Un profesor  se casa con una de sus alumnas y luego la mata sin querer.

## Reparto
- Enrique De Rosas
- Irma Córdoba
- Aída Alberti
- Héctor Coire
- Cirilo Etulain
- Carlos Fioriti
- José Herrero
- Ana May
- Mecha Midón
- Pascual Pelliciota
- Domingo Sapelli
- Alberto Terrones
- Oscar Valicelli
- Tito Gómez

## Comentarios
Roland en el diario Crítica opinó: 

"Su concepción demasiado intelectualista, sus diálogos demasiado cerebrales, sus problemas demasiado hondos y su calor de humanidad demasiado candente evaden a Atorrante del término medio de la producción argentina comunicándoles una cierta jerarquía de intención que alcanza a lograr la verdadera y necesaria expresión exigida por el cinematógrafo"

Por su parte Calki escribió en El Mundo:

"Su vibración humana se diluye en el diálogo, abundante en filosofía y en polémica. Lo preferimos al inconsistente de tantas películas locales pero va en perjuicio del vigor cinematográfico del film"